# Søllerød Gold Diggers 2019
Questa voce raccoglie le informazioni riguardanti i Søllerød Gold Diggers nelle competizioni ufficiali della stagione 2019.

## Roster
| Roster dei Søllerød Gold Diggers (2019) |
| --- |
| Quarterback - 4 Nick Rooney - 8 Andreas Willumsen - 10 Axel Maach-Møller - 11 Simon Dellgren Running Back - 25 Christian Vahl - 28 Nicklas Hansen - 31 Emil Neumann - 33 Alex Ibsen-Abela - 40 Frederik Knudsen Wide Receiver - 1 Frederik Oldenburg - 7 Griffin Norberg - 17 Thomas Ashworth - 19 Nicholas Kaplan - 80 Simon Larsen - 81 Kinan Rabah - 88 Anton Engelbrecht - 89 Kenneth Stender Tight End - 48 Alexander Schougaard - 85 Kevin Schmalz - 87 Simon Toftager Offensive Linemen - 50 Kasper Banzon - 54 Benjamin Qvist - 57 Morten Clementsen - 59 Christoffer Schalck - 60 Victor Greve - 70 Troels Thorbjørn Nielsen - 71 Jóhann Utne - 73 Kristian Gildsig - 77 Alexander Rudd Defensive Linemen - 2 August Hyldrup - 51 Johnni Fehstedt - 53 Toke Eriksen - 58 Robert Shapel - 72 Mike Schultz - 91 Simon Sørensen - 92 Christian Ramon Linebacker - 20 David Tawake - 23 Jimi Laursen - 32 Alexander Mathiesen - 39 Martin Stabel - 43 Mikkel Hellesøe - 44 Tiberio Calbucci - 47 Albert Hende - 49 Nick Schultz - 55 Jonas Büchner Defensive Back - 5 Edin Mahmutovic - 9 Desmond Cooper - 13 Mihai Anghelescu - 15 Mikkel Baden - 16 Per Andersen - 18 Mark Voll - 21 Emil Tofte - 24 Helmer Büchert - 26 Emil Brügge - 27 Jakob Brinkløv - 29 Kristian Warthoe Special Team Coaching staff Troels Vestergaard (HC) · Morten Ramsgaard (QB) · Esben Mortensen (OL) · Jonas Korsgaard Christiansen (DC) · Kent Bo Pedersen (DL) · Carsten Schmidt (DB) · Tobias Groot (ST/DB) |

## Nationalligaen 2019

### Stagione regolare
| Nærum 21 aprile 2019, ore 14:00 | Søllerød Gold Diggers | 61 – 14 referto | Odense Badgers | Rundforbi Stadion |

| Nærum 4 maggio 2019, ore 14:00 | Søllerød Gold Diggers | 72 – 56 referto | AaB 89ers | Rundforbi Stadion |

| Aalborg 11 maggio 2019, ore 14:00 | AaB 89ers | 22 – 46 referto | Søllerød Gold Diggers | AaB's anlæg |

| Nærum 19 maggio 2019, ore 14:00 | Søllerød Gold Diggers | 26 – 44 referto | Copenhagen Towers | Rundforbi Stadion |

| Vejle 30 maggio 2019, ore 15:30 | Triangle Razorbacks | 28 – 40 referto | Søllerød Gold Diggers | Vejle Atletikstadion |

| Odense 8 giugno 2019, ore 14:00 | Odense Badgers | 0 – 70 referto | Søllerød Gold Diggers | Odense Atletik Stadion |

| Nærum 29 giugno 2019, ore 14:00 | Søllerød Gold Diggers | 50 – 0 (a tavolino) referto | Frederikssund Oaks | Rundforbi Stadion |

| Frederikssund 11 agosto 2019, ore 14:00 | Frederikssund Oaks | 0 – 50 (a tavolino) referto | Søllerød Gold Diggers | Ådalens Skole |

| Gentofte 23 agosto 2019, ore 19:00 | Copenhagen Towers | 68 – 22 referto | Søllerød Gold Diggers | Gentofte Sportspark |

| Nærum 7 settembre 2019, ore 16:00 | Søllerød Gold Diggers | 48 – 28 referto | Aarhus Tigers | Rundforbi Stadion |

### Playoff
| Nærum 22 settembre 2019, ore 14:00 | Søllerød Gold Diggers | 16 – 20 referto | Triangle Razorbacks | Rundforbi Stadion |

## Statistiche di squadra
| Competizione      | %Vittorie | In casa | In casa | In casa | In casa | In casa | In casa | In trasferta | In trasferta | In trasferta | In trasferta | In trasferta | In trasferta | Totale | Totale | Totale | Totale | Totale | Totale |
| Competizione      | %Vittorie | G       | V       | N       | P       | Pf      | Ps      | G            | V            | N            | P            | Pf           | Ps           | G      | V      | N      | P      | Pf     | Ps     |
| ----------------- | --------- | ------- | ------- | ------- | ------- | ------- | ------- | ------------ | ------------ | ------------ | ------------ | ------------ | ------------ | ------ | ------ | ------ | ------ | ------ | ------ |
| Stagione regolare | .800      | 5       | 4       | 0       | 1       | 257     | 142     | 5            | 4            | 0            | 1            | 228          | 118          | 10     | 8      | 0      | 2      | 485    | 260    |
| Playoff           | .000      | 0       | 0       | 0       | 0       | 0       | 0       | 1            | 0            | 0            | 1            | 16           | 20           | 1      | 0      | 0      | 1      | 16     | 20     |
| Totale            | .727      | 5       | 4       | 0       | 1       | 257     | 142     | 6            | 4            | 0            | 2            | 244          | 138          | 11     | 8      | 0      | 3      | 501    | 280    |